# Salto del Guairá
Salto del Guairá – miasto w Paragwaju, w departamencie Canindeyú.